# Диас, Браим
Браи́м Абделькаде́р Ди́ас (исп. Brahim Abdelkader Díaz, араб. إبراهيم عبد القادر دياز‎; род. 3 августа 1999, Малага, Испания) — испанский и марокканский футболист, вингер и атакующий полузащитник клуба «Реал Мадрид» и сборной Марокко. Провёл один матч за сборную Испании.

## Клубная карьера

### Ранние годы
Мать Браима Диаса — испанка, отец является марокканцем с испанскими корнями. Диас — воспитанник клуба «Малага» из своего родного города. В 2013 году английский «Манчестер Сити» выкупил трансфер игрока за 200 тысяч фунтов.

### «Манчестер Сити»
Футболист прошёл через академию «горожан». 21 сентября 2016 года в матче Кубка английской лиги против «Суонси Сити» он дебютировал за основной состав, заменив во втором тайме Келечи Ихеаначо. 21 ноября 2017 года в поединке Лиги чемпионов УЕФА против нидерландского «Фейеноорда» Браим дебютировал на международной клубной арене. 20 января 2018 года в матче против «Ньюкасл Юнайтед» он дебютировал в английской Премьер-лиге. В своём дебютном сезоне Диас стал чемпионом Англии. 1 ноября в поединке Кубка английской лиги против «Фулхэма» Браим сделал «дубль», забив свои первые голы за «Манчестер Сити».

### «Реал Мадрид»
7 января 2019 года Диас перешёл в мадридский «Реал», подписав контракт до лета 2025 года. Сумма трансфера составила 17 миллионов евро. 9 января 2019 впервые вышел на замену в матче Кубка Короля, а 13 января — на замену в матче Ла Лиги. 12 мая забил свой первый гол в составе «сливочных».

#### Переход в «Милан» на правах аренды
4 сентября 2020 года Браим прибыл в Италию для подписания годичного контракта на правах аренды с «Миланом». Также клубы договорились рассмотреть вопрос о выкупе Диаса «россонери» в конце сезона. 27 сентября 2020 года Браим забил дебютный гол за «Милан» в матче против «Кротоне». 9 мая 2021 года Диас отметился красивым голом в гостевом матче против «Ювентуса». Летом 2021 года «Милан» и «Реал» договорились о новой аренде игрока сроком на 2 года. В сезоне 2021/22 стал чемпионом Италии, став таким образом победителем в трех ведущих европейских лигах.

#### Возвращение в «Реал»
Летом 2023 года Браим вернулся из аренды в расположение «Реала». Сезон 2023/24 начал на скамейке запасных, однако вскоре добился попадания в стартовый состав. В 1/8 финала Лиги Чемпионов «Реал» встретился с «РБ Лейпцигом». В первом матче мадридский клуб минимально победил благодаря голу Браима Диаса, а во втором матче сыграл вничью. По сумме двух матчей «Реал» прошёл дальше.

## Карьера в сборной
В 2016 году в составе юношеской сборной Испании Диас завоевал серебряные медали юношеского чемпионата Европы, проходившего в Азербайджане. На турнире он сыграл в матчах против команд Нидерландов, Сербии, Италии, Англии, Германии и Португалии. В ворота итальянцев, немцев и португальцев Браим забил по мячу.
8 июня 2021 года Диас дебютировал за основную сборную Испании в товарищеском матче против сборной Литвы (4:0). Браим отыграл весь матч и забил один гол.
В марте 2024 года Диас принял решение сменить футбольное гражданство и начать выступать за сборную Марокко, поскольку Королевская испанская футбольная федерация не проявила заинтересованности в футболисте. Он был вызван в сборную Марокко на матчи против Анголы и Мавритании.

## Статистика
| Выступление      | Выступление      | Выступление      | Чемпионат | Чемпионат | Кубок страны | Кубок страны | Кубок лиги | Кубок лиги | Еврокубки | Еврокубки | Прочие | Прочие | Итого | Итого |
| Клуб             | Лига             | Сезон            | Игры      | Голы      | Игры         | Голы         | Игры       | Голы       | Игры      | Голы      | Игры   | Голы   | Игры  | Голы  |
| ---------------- | ---------------- | ---------------- | --------- | --------- | ------------ | ------------ | ---------- | ---------- | --------- | --------- | ------ | ------ | ----- | ----- |
| Манчестер Сити   | Премьер-лига     | 2016/17          | 0         | 0         | 0            | 0            | 1          | 0          | 0         | 0         | 0      | 0      | 1     | 0     |
| Манчестер Сити   | Премьер-лига     | 2017/18          | 5         | 0         | 1            | 0            | 1          | 0          | 3         | 0         | 0      | 0      | 10    | 0     |
| Манчестер Сити   | Премьер-лига     | 2018/19          | 0         | 0         | 0            | 0            | 3          | 2          | 0         | 0         | 1      | 0      | 4     | 2     |
| Манчестер Сити   | Итого            | Итого            | 5         | 0         | 1            | 0            | 5          | 2          | 3         | 0         | 1      | 0      | 15    | 2     |
| Реал Мадрид      | Примера          | 2018/19          | 9         | 1         | 2            | 0            | —          | —          | 0         | 0         | 0      | 0      | 11    | 1     |
| Реал Мадрид      | Примера          | 2019/20          | 6         | 0         | 3            | 1            | —          | —          | 1         | 0         | 0      | 0      | 10    | 1     |
| Реал Мадрид      | Примера          | 2023/24          | 31        | 8         | 2            | 1            | —          | —          | 9         | 2         | 2      | 1      | 44    | 12    |
| Реал Мадрид      | Примера          | 2024/25          | 27        | 4         | 5            | 0            | —          | —          | 12        | 2         | 3      | 0      | 47    | 6     |
| Реал Мадрид      | Итого            | Итого            | 73        | 13        | 12           | 2            | —          | —          | 22        | 4         | 5      | 1      | 112   | 20    |
| → Милан          | Серия А          | 2020/21          | 27        | 4         | 2            | 0            | —          | —          | 10        | 3         | 0      | 0      | 39    | 7     |
| → Милан          | Серия А          | 2021/22          | 31        | 3         | 4            | 0            | —          | —          | 5         | 1         | 0      | 0      | 40    | 4     |
| → Милан          | Серия А          | 2022/23          | 33        | 6         | 1            | 0            | —          | —          | 10        | 1         | 1      | 0      | 45    | 7     |
| → Милан          | Итого            | Итого            | 91        | 13        | 7            | 0            | —          | —          | 25        | 5         | 1      | 0      | 124   | 18    |
| Всего за карьеру | Всего за карьеру | Всего за карьеру | 169       | 26        | 20           | 2            | 5          | 2          | 50        | 9         | 7      | 1      | 251   | 40    |

### Статистика за сборную
| Сборная | Год   | Игры | Голы |
| ------- | ----- | ---- | ---- |
| Испания | 2021  | 1    | 1    |
| Марокко | 2024  | 8    | 7    |
| Всего   | Всего | 9    | 8    |

## Достижения
«Манчестер Сити»
- Чемпион Англии: 2017/18[20]
- Обладатель Суперкубка Англии: 2018

«Реал Мадрид»
- Чемпион Испании (2): 2019/20, 2023/24
- Обладатель Суперкубка Испании (2): 2020, 2024
- Победитель Лиги чемпионов УЕФА: 2023/24
- Обладатель Суперкубка УЕФА: 2024
- Обладатель Межконтинентального кубка: 2024

«Милан»
- Чемпион Италии: 2021/22

Сборная Испании (до 17 лет)
- Серебряный призёр чемпионата Европы до 17 лет: 2016